# Kirtland-poszáta
A Kirtland-poszáta (Setophaga kirtlandii)  a madarak osztályának verébalakúak (Passeriformes) rendjébe és az újvilági poszátafélék (Parulidae) családjába tartozó faj.

## Rendszerezése
A fajt Spencer Fullerton Baird amerikai ornitológus írta le 1852-ben, a Sylvicola nembe Sylvicola kirtlandii néven. Sokáig a Dendroica nembe sorolták Dendroica kirtlandii néven.

## Előfordulása
Kanada, az Amerikai Egyesült Államok, a Bahama-szigetek és a Turks- és Caicos-szigetek területén honos. Természetes élőhelyei a szubtrópusi és trópusi lombhullató erdők, mérsékelt övi erdők és cserjések. Vonuló faj.

## Megjelenése
Testhossza 15 centiméter.
|  |  |

## Életmódja
Rovarokkal és más ízeltlábúakkal táplálkozik, de bogyókat és gyümölcsöket is fogyaszt.

## Természetvédelmi helyzete
Az elterjedési területe elég nagy, egyedszáma az 1987-ben bevezetett védelmi intézkedések hatására elérte a 4500-5000 példányt. A Természetvédelmi Világszövetség Vörös listáján mérsékelten fenyegetett fajként szerepel.